# Apache Commons

Logo der Apache Software Foundation

Apache Commons ist ein Projekt der Apache Software Foundation mit der Zielsetzung, allgemein verwendbare Klassenbibliotheken für die Programmiersprache Java zu erstellen. Da die Bibliotheken unter der Apache License Version 2.0 stehen, können sie auch in kommerziellen Projekten verwendet werden. Die Schwerpunkte liegen dabei auf der Unabhängigkeit von anderen Bibliotheken und für Server relevante Funktionen. Vor einer Umstrukturierung der Stiftung wurden die Bibliotheken unter dem Namen Jakarta Commons entwickelt.

## Strukturierung
Da das Projekt aus sehr vielen einzelnen Bibliotheken besteht, die sich auf ein sehr begrenztes Aufgabenfeld beschränken, werden diese projektintern nach ihrem Reifezustand unterschieden. Bibliotheken, die den Status Proper (engl. ordentlich) erreicht haben, sind offizieller Bestandteil der Commons. Projekte, die bereits funktionsfähig sind, aber noch nicht die nötigen Kriterien erfüllen, werden in der Sandbox (engl. Sandkasten) geführt. Alle anderen Bibliotheken, die sich noch im Entwurf befinden oder deren Betreuung nicht sichergestellt ist, werden als Dormant (engl. schlummernd) kategorisiert.
Folgende offizielle (proper) Komponenten enthält die Apache Commons:
| Kategorie              | Komponenten |
| ---------------------- | --- |
| Web                    | - FileUpload – für das Hochladen von Dateien in Webanwendungen - Net – Sammlung von Hilfsprogrammen und Protokollimplementierungen für Netzwerkkommunikation - EL – Interpreter für die JSP 2.0 Expression Language - Email – Bibliothek für das Versenden von E-Mails aus Java - Imaging – Bibliothek für das Lesen, Parsen und Schreiben diverser Bildformate (früher Sanselan genannt) - Jexl – Expression-Language-Erweiterung der JavaServer Pages Standard Tag Library |
| XML                    | - Betwixt – Services zum Mapping von JavaBeans nach XML und vice versa - Digester – XML nach Java Mapping - Jelly – XML-basierte Scripting- und Processing-Engine - JXPath – Werkzeuge zur Manipulation von Java Beans mittels XPath Syntax |
| Utilities              | - BCEL – Bibliothek zur Erzeugung, Manipulation und Analyse von Java-Bytecode - BeanUtils – Wrapper-Klassen für Java Reflection und Introspection zur Manipulation von Java Beans - Bean Scripting Framework (BSF) – Schnittstelle zu Skriptsprachen, inkl. JSR-223 - CSV – Komponente für das Lesen und Schreiben von CSV-Dateien - Pool – generische Objekt-Pooling-Komponente - Validator – Framework für die Definition von Validatoren und deren Regeln mittels XML-Dateien - Daemon – alternativer Mechanismus für den Aufruf von Unix-Daemon-ähnlichem Java-Code - Discovery – Tools für die Lokation von Ressourcen mittels Mapping von deren Ressourcenamen zu Service bzw. Referenzen - Exec – API zur Behandlung externer Prozesse und Management der Ablaufumgebung in Java - Launcher – plattformneutraler Launcher für den Start von Applikationen aus Java - Java Compiler Interface (JCI) – Bibliothek für das Kompilieren von Code in Java-Bytecode - Modeler – Tools zur einfachen Erzeugung von MBeans für die Java Management Extensions - Object Graph Navigation Language (OGNL) – API zur Navigation durch den Java-Objektbaum - State Chart XML (SCXML) – Implementierung einer State Engine, die gemäß SCXML-Spezifikation definierte Status und Statusübergänge ausführt - Chain – Implementierung des Chain of Responsibility Design Patterns |
| Konvertierungen        | - Codec – Implementierung generischer Encoding-/Decoding-Algorithmen wie beispielsweise Phonetic, Base64, URL - Compress – API für die Arbeit mit tar-, zip- und bzip2-Dateien |
| Java-API-Erweiterungen | - Command Line Interpreter (CLI) – Parser für Command Line Arguments - Configuration – Zugriff auf Konfigurations- und Preferences-Dateien in verschiedenen Formaten - Collections – Erweiterung des Java-Collections-Frameworks, ab Version 4 mit Generics - Database Connection Pool (DBCP) – Services für Datenbank Connection Pools - DbUtils – Erweiterungen für JDBC - Functor – Implementierung von Funktionsobjekten, Objekten, die Funktionen repräsentieren - IO – Sammlung an Input/Output Utilities - Java Caching System (JCS) – Framework für verteilte Caches - Lang – Erweiterung der Funktionalitäten der Klassen aus java.lang - Logging – Wrapper um eine Reihe von Logging Frameworks - Math – Komponenten für mathematische und statistische Funktionen - Primitives – Zusammenstellungen von primitiven Typen in Java ohne Autoboxing - Proxy – Bibliothek für die Erzeugung dynamischer Proxys - VFS – Komponente für das Behandeln von Dateien, FTP, SMB, Zip etc. als logisches, virtuelles Filesystem |

## Allgemeine Bibliotheken
Zu den wichtigsten Bibliotheken gehört „Commons Collections“, welche das Java-Collections-Framework um viele hilfreiche Klassen zur Verwaltung von Datenbeständen erweitert. Die Bibliothek „Commons Lang“ erweitert die Grundfunktionen des Paketes java.lang, in welchem sich die grundlegenden Klassen von Java befinden, um viele nützliche Klassen und deren Methoden. Mit Hilfe von „Commons Logging“ wird eine einheitliche API für die verschiedenen Logging-Klassenbibliotheken, wie beispielsweise log4j oder java.util.logging geschaffen. Weitere allgemeine Erweiterungen der Standardbibliotheken von Java sind unter anderem:
- Commons BeanUtils
- Commons CLI
- Commons Configuration
- Commons Math

## Bibliotheken für Webanwendungen
Einige der Bibliotheken sind speziell auf Webanwendungen zugeschnitten, um es Entwicklern zu erleichtern, häufig wiederkehrende Aufgaben mit geringen Aufwand umzusetzen. So stellt Commons Net viele bekannte Protokolle wie FTP, POP3 oder Telnet zur Verfügung, während Commons FileUpload für Servlets und Webanwendungen einen einfachen Mechanismus für das Hochladen von Dateien bereitstellt. Die folgende Auflistung zeigt einige weitere für Webanwendungen interessante Bibliotheken:
- Commons IO
- Commons Transaction

Nicht mehr dazu gehört Commons HttpClient, da dieser Bestandteil bereits im Jahr 2004 an das übergeordnete Jakarta-Projekt übergeben wurde und seit 2007 sogar zu einem eigenständigen Top-Level-Projekt aufstieg.

## Bibliotheken für XML-Verarbeitung
Da auf Servern häufig Java Beans verwendet werden, bietet Commons Betwixt eine, in beiden Richtungen mögliche, Abbildung von XML-Strukturen auf Java Beans. Commons Digester ist auf die Initialisierung von Java-Objekten aus XML-Daten spezialisiert, während Commons Jelly die Ausführung einer XML-basierten Skriptsprache ermöglicht.

## Bibliotheken für Datenbankzugriffe
Apache Commons DB-Utils bietet Erweiterungen und Vereinfachungen für den Zugriff auf Datenbanken mittels Java Database Connectivity (JDBC). Beispielsweise ermöglicht es die automatische Umwandlung der aus der Datenbank gelieferten Daten in JavaBeans oder schließt die Datenbankverbindungen automatisch. Damit wird der nötige Datenbankzugriffscode auf die wesentlichen Teile reduziert und somit verständlicher und wartbarer.
Eine Datenbankverbindung zu öffnen kann sehr lange dauern (teilweise mehrere Sekunden). Darum greifen die meisten Programme auf Datenbankverbindungspools zu, welche mehrere Datenbankverbindungen halten und die Verbindungen am Ende von Transaktionen nicht schließen, sondern für weitere Datenbankzugriffe offen halten. Apache Commons DBCP bietet so einen Pool von Datenbankverbindungen, basierend auf Apache Commons Pool, welches den Pool selbst verwaltet.